# Kyme, Aiolien

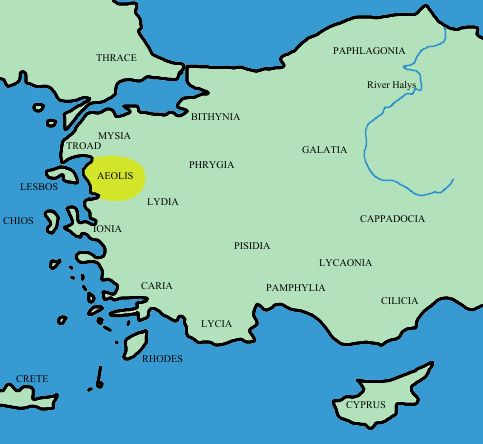
Mindre Asien med Aiolien utmärkt

Kyme var den mest betydande bland de forngrekiska städerna inom landskapet Aiolien på Mindre Asiens västra kust. Kyme har inte spelat någon framträdande roll i historien, och dess invånare ansågs vara föga begåvade, se artikeln Etniska skämt. Från Kyme härstammade dock historieskrivaren Eforos. Bland dess kolonier märks Side i Pamfylien, möjligen även Smyrna och Cumae i Kampanien.